# Penda Mbow
Penda Mbow, nascida em 1955, é historiadora, ativista e política senegalesa. Ministra da Cultura do Senegal durante vários meses em 2001, é professora na Universidade Cheikh Anta Diop em Dakar e presidente do Mouvement citoyen (Movimento dos Cidadãos).

## Biografia
Penda Mbow nasceu em abril de 1955. Em 1986 obteve o doutorado em História Medieval na Universidade de Provença (atual Universidade de Aix-Marselha) na França, com a tese intitulada L'aristocratie militaire mameluke d'après le cadastre d'Ibn al-Ji'an : éléments de comparaison avec la France (em português: A aristocracia militar mameluca após o registro público de Ibn al-Ji'an: elementos de comparação com a França). A sua pesquisa acadêmica centra-se na história intelectual africana e nos estudos de gênero islâmicos. Tornou-se professora em 2010.

## Prêmios e distinções
- Bolsa Fulbright, Universidade Estadual de Michigan
- Prêmio da Fundação Rockefeller, para pesquisa no Bellagio Center, na Itália.[2]
- Prêmio da Paz Jean Paul II da Universidade de Boston.[2]
- Chevalier de la Légion d'Honneur Française (Cavaleiro da Legião de Honra Francesa) 2003.[2]
- Commandeur de l'Ordre National du Mérite, França, 1999.[2]
- Doutora honorária da Universidade de Uppsala em janeiro de 2005.[3]